# 東山站 (京都府)
東山站（日语：／ Higashiyama eki */?）是一個位於日本京都府京都市東山區，屬於京都市營地下鐵東西線的鐵路車站。車站編號是T10。

## 歷史
車站設施是由第三部門的京都高速鐵道負責建設。
- 1997年（平成9年）10月12日 - 京都市營地下鐵東西線的醍醐站－二條站間開通的同時開業[1]。

## 車站構造
月台位於地下3樓。與其他東西線車站同樣是複線的島式月台，設有月台閘門。
東西線車站都制定了車站顏色，此站的車站顏色是菖蒲色。

### 月台配置
| 月台 | 路線   | 方向 | 目的地                                 |
| ---- | ------ | ---- | -------------------------------------- |
| 1    | 東西線 | 下行 | 京都市役所前、烏丸御池、太秦天神川方向 |
| 2    | 東西線 | 上行 | 御陵、六地藏／琵琶湖濱大津方向         |

## 利用狀況
2016年（平成28年）度的1日平均上下車人次為19,731人。
近年的1日平均上下、上車人次推移如下表。
| 年度               | 1日平均 上下車人次 | 1日平均 上車人次 |
| ------------------ | ------------------ | ---------------- |
| 1998年（平成10年） |                    | 5,769            |
| 1999年（平成11年） | 13,115             | 6,245            |
| 2000年（平成12年） | 13,486             | 6,454            |
| 2001年（平成13年） | 13,980             | 6,694            |
| 2002年（平成14年） | 14,353             | 6,875            |
| 2003年（平成15年） | 14,051             | 6,861            |
| 2004年（平成16年） | 14,691             | 7,048            |
| 2005年（平成17年） | 15,072             | 7,275            |
| 2006年（平成18年） | 15,412             | 7,298            |
| 2007年（平成19年） | 15,701             | 7,383            |
| 2008年（平成20年） | 16,153             | 7,593            |
| 2009年（平成21年） | 17,027             | 8,101            |
| 2010年（平成22年） | 16,095             | 7,705            |
| 2011年（平成23年） | 16,462             | 7,882            |
| 2012年（平成24年） | 16,023             | 7,668            |
| 2013年（平成25年） | 16,332             | 7,819            |
| 2014年（平成26年） | 16,913             | 8,098            |
| 2015年（平成27年） | 18,902             | 9,049            |
| 2016年（平成28年） | 19,731             | 9,449            |

## 相鄰車站
京都市交通局（京都市營地下鐵）
 東西線
蹴上（T09）－東山（T10）－三條京阪（T11）

## 外部連結
- 東山站 （页面存档备份，存于） - 京都市交通局